# نواف الحازمی
نواف محمد سالم الحازمی (عربی: نواف الحازمي، آوانگاری: Nawāf al-Ḥāzmī؛ ۹ اوت ۱۹۷۶ – ۱۱ سپتامبر ۲۰۰۱) یک تروریست هواپیماربا اهل عربستان سعودی بود. او یکی از ۵ هواپیماربای پرواز شماره ۷۷ امریکن ایرلاینز بود که در حملات ۱۱ سپتامبر، هواپیما را به پنتاگون کوبیدند.
الحازمی و دوست دیرینه‌اش، خالد المحضار، در سال ۱۹۹۵ خانه‌های خود را در عربستان سعودی ترک کردند تا برای مسلمانان در جنگ بوسنی بجنگند. الحازمی بعداً به افغانستان سفر کرد تا با طالبان علیه ائتلاف شمال افغانستان بجنگد. او اوایل سال ۱۹۹۹ به عربستان سعودی بازگشت.
الحازمی و المحضار که از وابستگان قدیمی القاعده با تجربه نظامی گسترده محسوب می‌شدند، توسط اسامه بن لادن برای یک نقشه جاه طلبانه تروریستی برای هدایت و کوبیدن هواپیماهای مسافربری تجاری به اهداف تعیین شده در ایالات متحده انتخاب شدند. الحازمی و المحضار هر دو در آوریل ۱۹۹۹ ویزای توریستی ایالات متحده را دریافت کردند. الحازمی در پاییز ۱۹۹۹ در یک کمپ آموزشی القاعده تمرین کرد و برای اجلاس ۲۰۰۰ القاعده به مالزی سفر کرد.
الحازمی در ۱۵ ژانویه ۲۰۰۰ به همراه المحضار از بانکوک تایلند وارد لس آنجلس کالیفرنیا شد. آن دو در سن دیگو ساکن شدند و تا می ۲۰۰۰ در آپارتمان‌های پارک وود اقامت داشتند. آن دو در حالی که در سن دیگو ساکن بودند، در مسجد آن شهر به امامت انور العولقی حضور پیدا می‌کردند. این دو در سن دیگو کلاس‌های پرواز را گذرانده بودند، اما به دلیل مهارت ضعیف در زبان انگلیسی، در طول کلاس‌های پروازی خود عملکرد خوبی نداشتند و مربی پروازشان، آنها را مشکوک می‌دانست.
المحضار در ژوئن ۲۰۰۰ الحازمی را در کالیفرنیا به مقصد یمن ترک کرد. الحازمی در کالیفرنیا ماند و در دسامبر ۲۰۰۰ با هانی حنجور ملاقات کرد و هر دو به فینیکس، آریزونا سفر کردند. آنها بعداً در آوریل ۲۰۰۱ به فالز چرچ، ویرجینیا نقل مکان کردند، جایی که بقیه هواپیماربایان شروع به پیوستن به آنها کردند. الحازمی در تابستان ۲۰۰۱ مکرراً با محمد عطا، سرکرده حملات، ملاقات کرد.
بر اساس گزارش‌ها، سیا نام الحازمی را در فهرستی ۱۹ نفره دریافت کرد که مظنون به برنامه‌ریزی برای حمله در آینده نزدیک بودند. الحازمی یکی از چهار نام در لیست بود که هویت شناخته‌شده‌ای داشت. جستجو برای یافتن الحازمی و سایر مظنونان تروریستی آغاز شد، اما آنها تا پس از حملات پیدا نشدند.
در ۱۰ سپتامبر ۲۰۰۱، الحازمی، المحضار و حنجور در هتلی در هرندن، ویرجینیا اقامت کردند. صبح روز بعد، الحازمی و چهار تروریست دیگر، از جمله برادر کوچک‌ترش سالم الحازمی، در فرودگاه بین‌المللی دالس واشینگتن سوار بر پرواز شماره ۷۷ امریکن ایرلاینز شدند و آن را ربودند تا حنجور بتواند هواپیما را به عنوان بخشی از حملات ۱۱ سپتامبر به پنتاگون بکوبد. در این سانحه تمام ۶۴ مسافر هواپیما و ۱۲۵ نفر در پنتاگون کشته شدند. پس از این حملات، تصور می‌شد که الحازمی تنها در کنترل مسافران نقش داشته، اما بعداً مشخص شد که او نقشی بزرگتر در برنامه‌ریزی عملیاتی ایفا کرده‌است.

## حملات

نواف و سالم در فرودگاه بین‌المللی دالس واشینگتن در ۱۱ سپتامبر ۲۰۰۱

در ۱۰ سپتامبر ۲۰۰۱، یک روز قبل از حملات ۱۱ سپتامبر، حنجور، المحضار و الحازمی وارد مسافرخانه رزیدنس ماریوت در هرندن، ویرجینیا شدند. جایی که صالح بن عبدالرحمن حسین، یکی از مقامات برجسته دولت عربستان سعودی، در آنجا اقامت داشت - اگرچه هیچ مدرکی مبنی بر ملاقات آنها یا اطلاع از حضور یکدیگر پیدا نشد.
در ۱۱ سپتامبر، الحازمی سوار پرواز شماره ۷۷ امریکن ایرلاینز شد. این پرواز قرار بود در ساعت ۰۸:۱۰ انجام شود اما در نهایت با ۱۰ دقیقه تأخیر از گیت D26 در فرودگاه دالس حرکت کرد. آخرین ارتباطات رادیویی عادی از هواپیما به مرکز مراقبت پرواز در ساعت ۰۸:۵۰:۵۱ رخ داد. در ساعت ۰۸:۵۴، هواپیماربایان خلبانان چارلز برلینگیم و دیوید چارلسبوا را به عقب هواپیما فرستادند. پرواز ۷۷ شروع به انحراف از مسیر عادی پرواز خود کرد و به سمت جنوب چرخید. هواپیماربایان سپس خلبان خودکار را در جهت واشینگتن دی سی تنظیم کردند. باربارا اولسون مسافر با همسرش، سلیسیتر کل ایالات متحده آمریکا تئودور اولسون تماس گرفت و گزارش داد که هواپیما ربوده شده و مهاجمان تیغ موکت‌بری و چاقو دارند. در ساعت ۰۹:۳۷، پرواز شماره ۷۷ امریکن ایرلاینز به نمای غربی پنتاگون برخورد کرد و تمام ۶۴ سرنشین پرواز (از جمله هواپیماربایان) و همین‌طور ۱۲۵ نفر در پنتاگون کشته شدند.